# STS-116

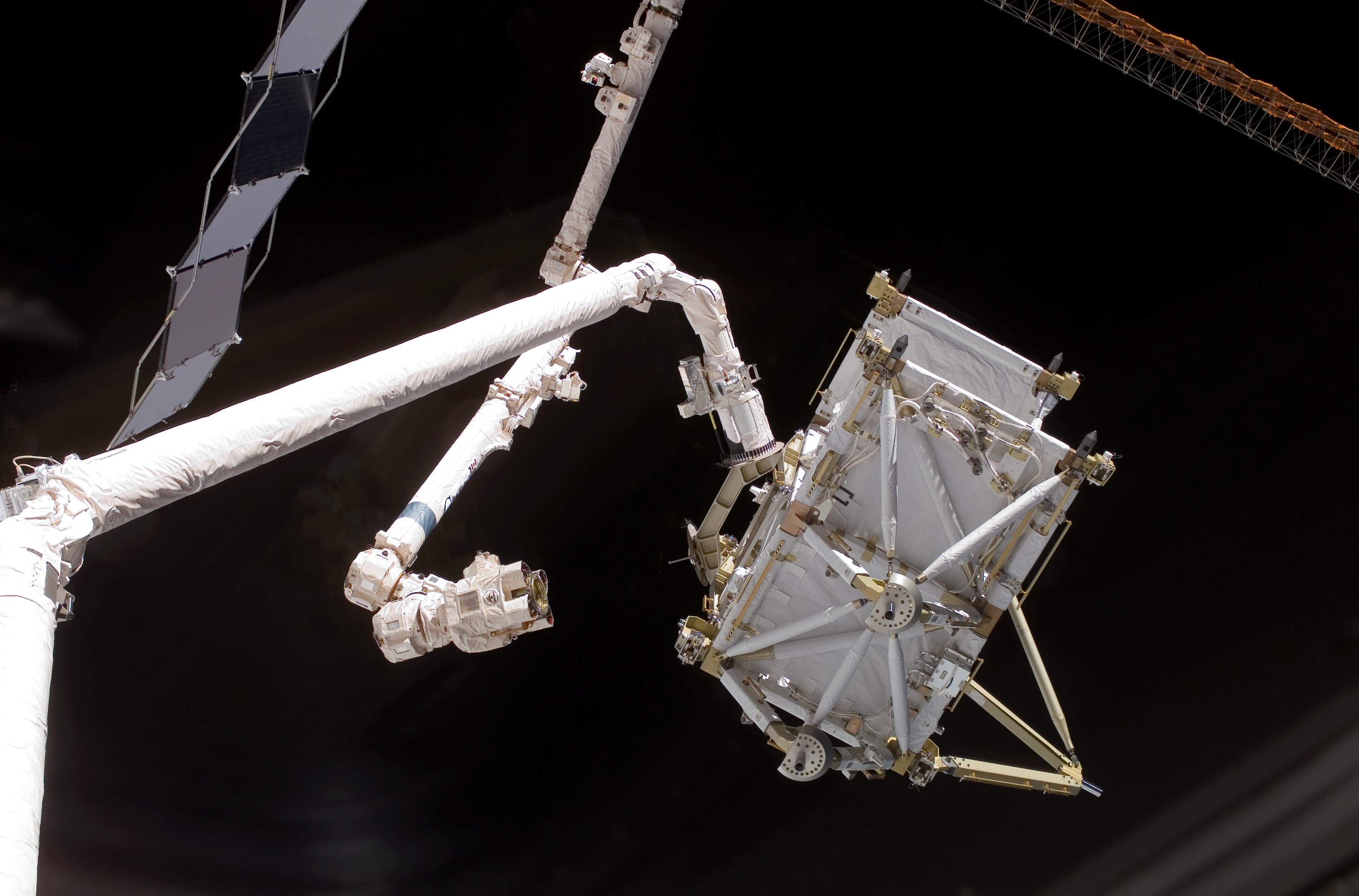

STS-116은 디스커버리 우주왕복선이 비행한 국제우주정거장(ISS)으로 가는 우주왕복선 임무였다. 디스커버리는 2006년 12월 9일 20:47:35 EST에 발사되었다. 12월 7일의 이전 발사 시도는 구름으로 인해 취소되었다. 이는 2002년 11월 STS-113 이후 우주 왕복선의 첫 야간 발사였다.
ISS 프로그램에서는 이 임무를 ISS-12A.1이라고도 한다. 임무의 주요 목표는 국제 우주 정거장의 P5 트러스 부분의 전달 및 부착, 정거장 전력 시스템의 주요 재배선, ISS 엑스페디션 14 인원의 교환이었다. 셔틀은 2006년 12월 22일 동부 표준시 기준 17시 32분에 악천후로 인해 예정보다 98분 늦게 케네디 우주 센터에 착륙했다. 이 임무는 스칸디나비아 우주 비행사(Christer Fuglesang)의 첫 번째 우주 비행으로 스웨덴에서 특히 주목할 만했다.
STS-116은 NASA가 아레스 I 발사를 위해 재구성함에 따라 케네디 우주 센터 제39발사단지에서 예정된 최종 우주 왕복선 발사였다.
STS-116 이후 디스커버리는 유지 관리 기간에 들어갔다. 다음 임무는 2007년 10월 23일에 시작하는 STS-120이다.

## 같이 보기
- 우주과학
- 우주왕복선

### Videos
- STS-116 Launch Video: NASA VIDEO KSC-06-S-00251 (captioned in English)
- NASA Videos for STS-116
- STS-116 Video Highlights 보관됨 12월 14, 2013 - 웨이백 머신